# Trepuzzi (stacja kolejowa)
Trepuzzi (wł. Stazione di Trepuzzi) – stacja kolejowa w Trepuzzi, w prowincji Lecce, w regionie Apulia, we Włoszech.
Według klasyfikacji RFI ma kategorię srebrną.
Stacja została otwarta 16 stycznia 1866 wraz z linią Brindisi-Lecce. Ma dwa perony z zadaszeniem, połączone przejściem podziemnym.
Jest aktywna do obsługi pasażerów na linii Bari - Lecce. Zatrzymują się tu pociągi regionalne i kilka dalekobieżnych do Rzymu.

## Linie kolejowe
- Adriatica